# Чистун арктичний

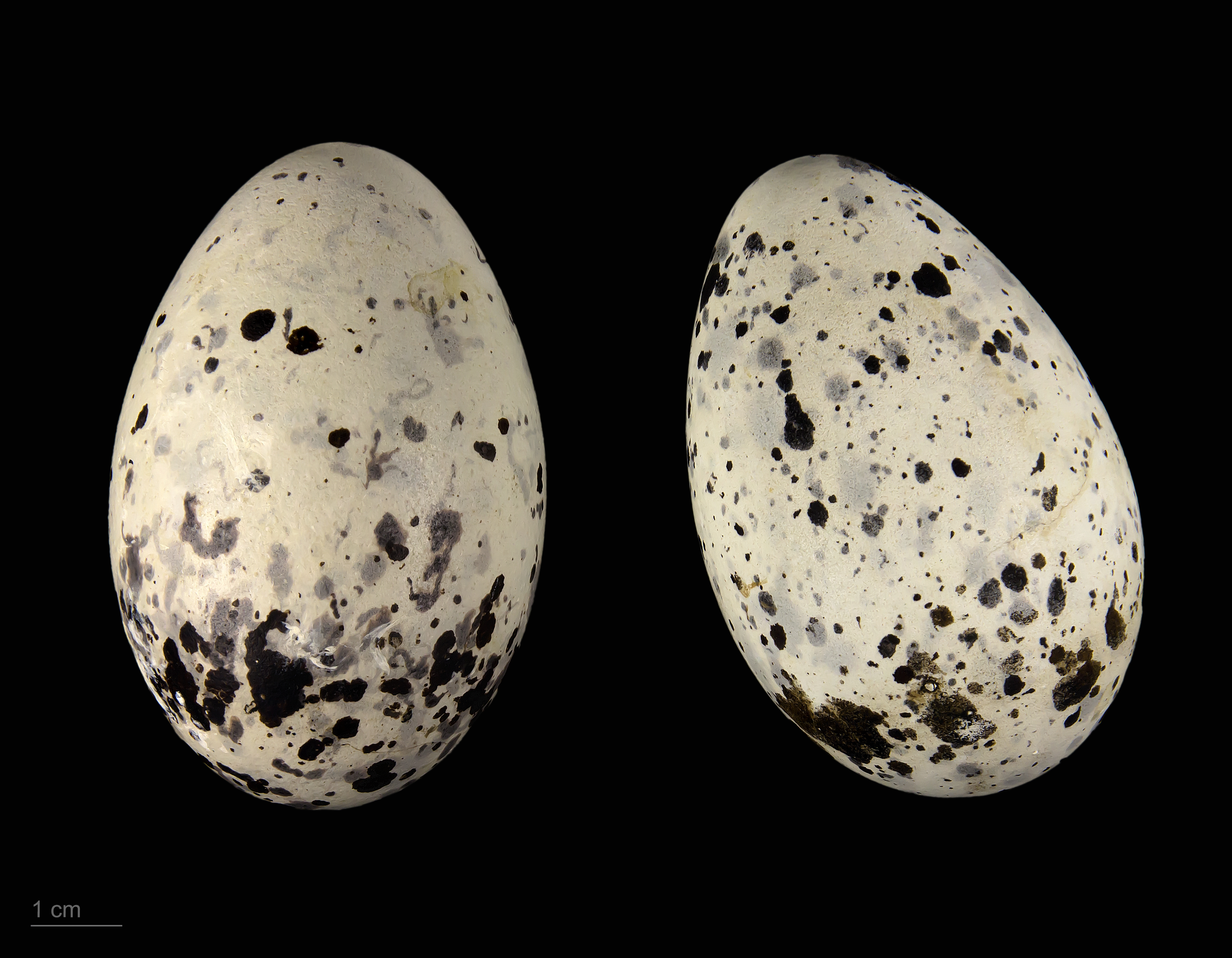
яйце Cepphus grylle grylle - Тулузький музей

Чистун арктичний, або кайра чорна (Cepphus grylle) — морський птах середнього розміру родини алькових (Alcidae).

## Опис
Дорослі птахи досягають розмірів від 32 до 38 см і розмаху крил від 49 до 58 см. Оперення забарвлене в чорний колір з білими плямами на крилах, лапки червоного кольору. У зимовий час спина набуває сірого кольору, а нижня частина тіла — білого.

## Поширення
Місцями гніздування чистуна арктичного є скелясті острови північної частини Атлантичного океану. Найбільш південними точками їх ареалу розповсюдження є Ірландія і Шотландія, а також деякі дрібні острови по берегах Англії. У Північній Америці вони зустрічаються на північ від штату Мен, а також у невеликих кількостях на Алясці. У Тихому океані ареал чорного чистуна арктичного перетинається з ареалом чистуна тихоокеанського (Cepphus columba), який виглядає дуже подібно, але менший розміром.

## Спосіб життя
Зимує цей птах у незамерзаючих морських регіонах, розташованих не дуже далеко від місць гніздування. Чистуни арктичні добре пірнають у пошуках їжі і ловлять головним чином рибу, ракоподібних і молюсків, інколи харчуються рослинною їжею.